# Lista över karantänsstationer i länder runt Medelhavet

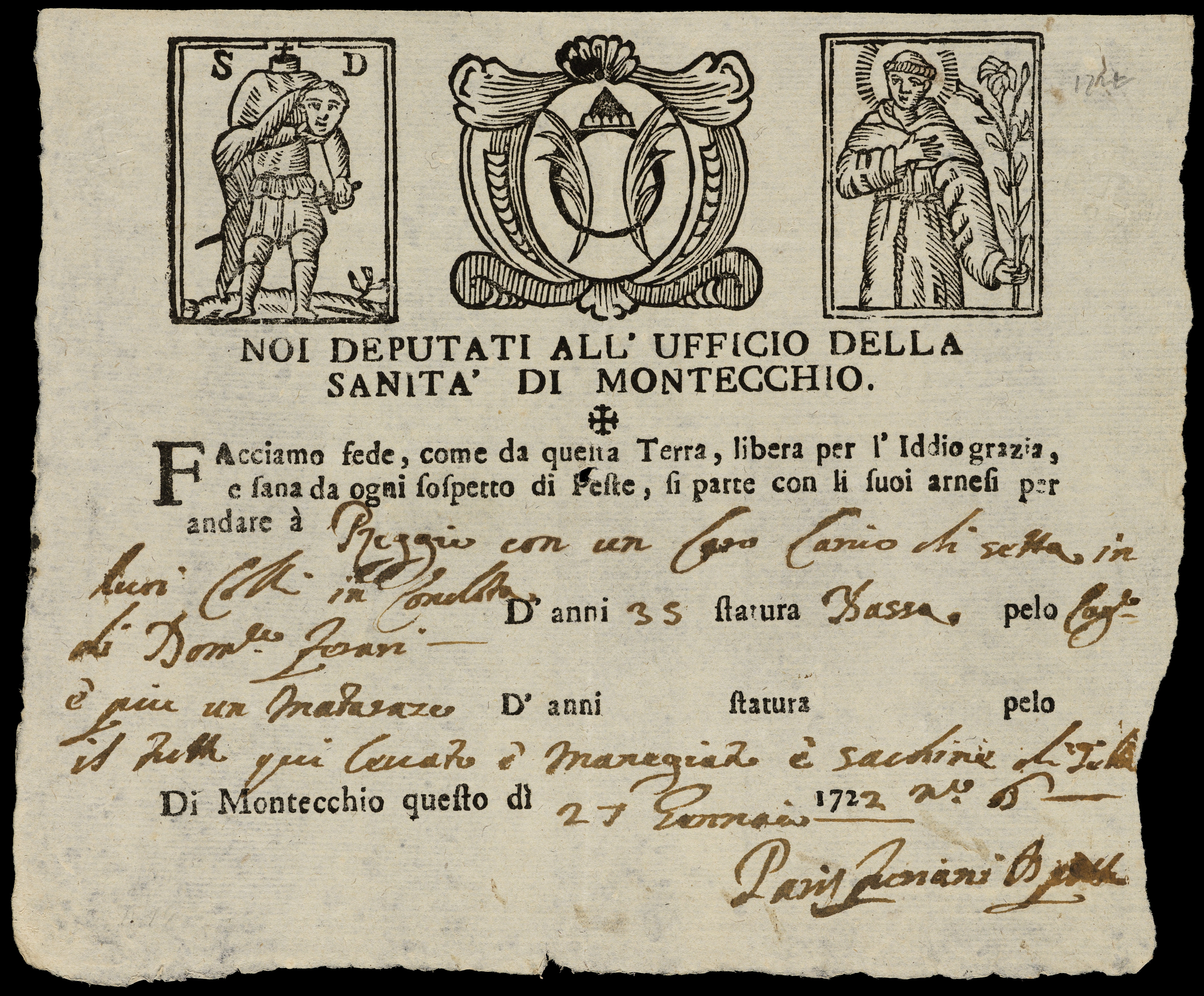
Sundhetspass, 1722

Lista över karantänsstationer i länder runt Medelhavet är en ofullständig förteckning över helt eller delvis bevarade karantänsstationer i Medelhavsområdet.

## Bakgrund
Karantänssjukhus, lasarett, började inrättas under medeltiden i länderna vid Medelhavet. Ett av de första var lasarettet på ön Lazaretto Vecchio utanför Venedig i Italien som inrättades under tidigt 1400-tal.
Karantänsstationen i Marseille, först etablerad år 1627, kom senare att bli ett föredöme för utbyggnaden av karantäner på andra håll i världen. 
| Bild | Namn                      | Hamn                        | Land      | Inrättad                                               | Nedlagd              | Sentida användning                      | Koordinater                                             |
| ---- | ------------------------- | --------------------------- | --------- | ------------------------------------------------------ | -------------------- | --------------------------------------- | ------------------------------------------------------- |
|      | Lazzaretto Vecchio        | Venedig                     | Italien   | 1423                                                   | Början av 1900-talet |                                         | 43°36′52″N 13°30′13″Ö / 43.61444°N 13.50361°Ö           |
|      | Lazzaretto Nuovo          | Venedig                     | Italien   | Omkring 1470                                           | Omkring 1860         | Ruin                                    | 45°27′22″N 12°23′10″Ö / 45.45611°N 12.38611°Ö           |
|      | Poveglia                  | Venedig                     | Italien   | Omkring 1793/1805                                      | Omkring 1814         |                                         | 45°22′55″N 12°19′52″Ö / 45.381944°N 12.331111°Ö         |
|      | Lazzaretto di Ancona      | Ancona                      | Italien   | 1743                                                   | 1820                 | Militäranläggning, fabriker             | 43°36′52″N 13°30′13″Ö / 43.61444°N 13.50361°Ö           |
|      | Lazaretto di Varignano    | La Spezia                   | Italien   | 1724                                                   | omkring 1840         | Militäranläggning                       | 44°04′03.08″N 9°50′37.91″Ö / 44.0675222°N 9.8438639°Ö   |
|      | Lazzaretto di San Jacopo  | Livorno                     | Italien   | 1640-talet                                             |                      | Militärskola                            | 43°31′37″N 10°18′29″Ö / 43.527°N 10.308°Ö               |
|      | Lazzaretto San Bartolomeo | Muggia, Trieste             | Italien   | 1720                                                   |                      | Militäranläggning                       | 45°35′58″N 13°43′58″Ö / 45.59944°N 13.73278°Ö           |
|      | Lazareti                  | Dubrovnik                   | Kroatien  | 1590–1642                                              |                      | Konstverkstad, föreningsverksamhet m.m. | 42°38′24.95″N 18°06′51.94″Ö / 42.6402639°N 18.1144278°Ö |
|      | Lazzarett                 | Manoel Island, Valetta      | Malta     | 1592 (temporär anläggning) 1643 (permanent anläggning) | 1939                 | Sjukhus                                 | 35°54′4.9″N 14°30′16″Ö / 35.901361°N 14.50444°Ö         |
|      | Hôpital Caroline          | île de Ratonneau, Marseille | Frankrike | 1823–28                                                | 1941                 |                                         | 43°17′00″N 5°19′09″Ö / 43.28333°N 5.31917°Ö             |
|      | Isla del Lazareto         | Mahón, Menorca              | Spanien   | 1817                                                   | 1910                 | Hotell                                  | 39°52′36.14″N 4°18′14.81″Ö / 39.8767056°N 4.3041139°Ö   |